# Metahumano (DC Comics)
En el Universo DC de DC Comics, un metahumano es un ser humano con superpoderes. El término es aproximadamente sinónimo de mutante, inhumano y mutar en el Universo Marvel y posthumano en los Universos WildStorm y Ultimate Marvel. En DC Comics, el término se usa libremente en la mayoría de los casos para referirse a cualquier ser humano con poderes y habilidades sobrenaturales, ya sea cósmico, mutante, científico, místico, habilidad o tecnología en la naturaleza. Una parte significativa de estos son seres humanos normales nacidos con una variante genética llamada "metagen" que les hace ganar poderes y habilidades durante accidentes extraños o momentos de intensa angustia psicológica.
El término como referente a los superhéroes comenzó en 1986 por el autor George R. R. Martin, primero en el sistema de juego de rol Superworld, y luego en su serie de novelas Wild Cards.

## DC Comics
El término fue utilizado por primera vez por una raza ficticia de extraterrestres conocidos como los Dominadores cuando aparecieron en la miniserie de DC Comics ¡Invasión!. Los Dominadores usan este término para referirse a cualquier humano nativo del planeta Tierra con "habilidades sobrehumanas ficticias". El prefijo "meta-" simplemente significa "más allá", denotando poderes y habilidades más allá de los límites humanos. Metahumano también puede relacionarse con un individuo que ha excedido lo que se conoce como "El potencial actual", es decir, la capacidad de uno para mover la materia con la mente. (Ver Telequinesis).

### Xenobrood
Antes de que los marcianos blancos llegaran a la Tierra, Lord Vimana, el señor supremo vimaniano de la miniserie Xenobrood, reclamó el crédito por la creación de la raza humana tanto normal como metahumana, debido a su introducción de materia genética alienígena superpoderosa en el ADN de la línea germinal humana. Los vimanianos de la serie obligaron a sus drones trabajadores superpoderosos a aparearse con los antepasados de la humanidad Australopithecus afarensis (hace 3 millones de años), y más tarde Homo erectus (hace 1,5 millones de años) para crear una raza de esclavos superpoderosos.

### El metagen
La miniserie Invasión! proporcionó un concepto de por qué los humanos en el Universo DC sobrevivirían a eventos catastróficos y desarrollarían superpoderes. Uno de los Dominadores descubrió que los miembros selectos de la raza humana tenían una "variante biológica", a la que llamó metagen (también deletreado "metagen"). Este gen a menudo permanece inactivo hasta que un instante de estrés físico y emocional extraordinario lo activa. Entonces tiene lugar una "combustión cromosómica espontánea", ya que el metagen toma la fuente del bioestrés - ya sea químico, radioactivo o lo que sea - y convierte la catástrofe potencial en un catalizador para el "cambio genético", lo que resulta en habilidades metahumanas. DC no utiliza el "concepto de metagen" como una regla editorial sólida, y pocos escritores hacen referencia explícita al metagen al explicar el origen de un personaje.
DC también tiene personajes nacidos con habilidades sobrehumanas, lo que sugiere que el metagen puede activarse espontáneamente y sin ninguna aparición previa en la ascendencia. Un ejemplo bien conocido es el de Dinah Laurel Lance, la segunda Canario Negro. Aunque su madre (Dinah Drake Lance, la original Canario Negro) era una superhéroe, ni ella ni su esposo Larry Lance nacieron con metagenes conocidos. Sin embargo, Dinah Laurel se nace con un MetaGene, el grito de ultrasonidos infame conocido como el Grito Canario.
El prefijo meta- , en este contexto, simplemente significa "más allá" - como metaestable, que está más allá de la estabilidad regular y está listo para colapsar ante la más mínima interrupción, o metamorfosis, que es el estado de ir más allá de una forma única. En la miniserie de cómics de DC, Invasion!, los Dominadores señalan que el metagen está contenido dentro de cada célula del cuerpo humano.
En el universo de DC Comics, los criminales metahumanos están encarcelados en prisiones especiales para metahumanos, como la prisión construida en la isla de Alcatraz, que está equipada no solo con provisiones para retener a criminales cuyos poderes están basados en la ciencia y la tecnología, sino incluso en amortiguadores místicos para retener a los villanos (incluido Homo magi) cuyos poderes se basan en la magia. Los prisioneros en esta instalación son etiquetados con trazadores de nanobytes inyectados en su torrente sanguíneo que les permiten ubicarlos donde sea que estén.
Es posible que los expertos en ciencias y biología manipulen, amortigüe o modifiquen las actividades del metagén. Durante la Crisis final, mientras que los Dominadores diseñaron una Bomba Genética capaz de acelerar la actividad del metagén hasta el punto de inestabilidad celular y física, un virus anti-metagén se extendió como arma de último recurso en los cuartos de Checkmate invadidos. Este metavirus tiene los efectos opuestos de la Bomba Genética, frenando y apagando el metagen y despojando a los metahumanos de sus poderes por un período de tiempo no especificado.

### Marcianos blancos
El potencial genético para un metagen futuro fue descubierto en el ADN del antiguo Homo sapiens (hace 500.000 - 250.000 años) por la raza marciana blanca. Los marcianos blancos realizaron experimentos en estos humanos primitivos, cambiando la forma en la metahumano fenotipo se expresa por la MetaGene.
Debido a sus experimentos, alteraron el destino de la raza humana. Mientras que antes, la evolución eventualmente habría convertido a la humanidad en una raza de superhumanos similar a los Daxamitas y Kryptonianos, ahora solo unos pocos humanos selectos desarrollarían poderes metahumanos. Como castigo por esto, el grupo de renegados conocido como Hyperclan fue exiliado a la Zona Tranquila, una versión de la Zona Fantasma. 

### Metavirus
Los Marcianos Blancos también crearon un metavirus, un metagén que podía transmitirse de un huésped a otro a través del tacto. Este metavirus fue responsable del empoderamiento del primer Hijo de Vulcan. A partir de ese momento, los Hijos de Vulcano transmitieron el metavirus en una línea ininterrumpida, juraron cazar y matar a los marcianos blancos.

### Población
Los términos "meta" y "metahumano" no se refieren únicamente a los seres humanos nacidos con variantes biológicas. Superman y el Detective Marciano (extraterrestres), así como Wonder Woman (una casi diosa) y Aquaman (un atlante) se conocen en muchos casos como "metahumanos". Puede referirse a cualquier persona con poderes extraordinarios, sin importar los orígenes e incluso aquellos que no nacieron con tal poder. Según Cuenta regresiva a la Crisis Infinita, aproximadamente 1,3 millones de metahumanos viven en la Tierra, el 99,5% de los cuales se consideran "molestos" (como los niños que pueden doblar cucharas con la mente y la anciana "que sigue golpeando Powerball"). El otro 0,5% son lo que Checkmate y los OMAC consideran amenazas de nivel alfa, beta y gamma. Por ejemplo, Superman y Wonder Woman se clasifican como nivel alfa, mientras que Metamorfo se considera un nivel beta y Ratcatcher se considera un nivel gamma.

### Exogen
La miniserie 52 introdujo un mutágeno tóxico llamado Exo-gen (también conocido como Exogene). Es un tratamiento de terapia génica tóxica creado por LexCorp para el Proyecto Everyman, que crea habilidades metahumanas en no metahumanos compatibles. Apareció por primera vez en 52 # 4, con el primer anuncio del Proyecto Everyman en 52 # 8. El proyecto fue controvertido, creando héroes inestables que le dieron a Luthor un "interruptor de apagado" para sus poderes, creando innumerables muertes en pleno vuelo.

### Dark Nights: Metal
En Road to Dark Nights: Metal, el Joker le reveló a Duke Thomas que el término "meta" se originó a partir de un programa hospitalario rudimentario utilizado para señalar automáticamente la enésima toxicidad del metal que se encuentra en el torrente sanguíneo de una persona, similar al hierro o el zinc, siendo el "meta" abreviatura del "metal" que detectó. Esta toxicidad natural es la "variante" que cambia los resultados del ADN del individuo en el metagen y sus diversas capacidades y poderes aumentados.
El linaje de los metahumanos y sus orígenes se pueden rastrear por esta conexión del Nth Metal, que se remonta a tres tribus de la era más antigua conocida de la humanidad; la tribu de los pájaros, la tribu del lobo y la tribu del oso.
Cuando la Totalidad se estrelló contra la Tierra e introdujo las diversas formas de Heavy Metal y otras fuerzas misteriosas en el mundo, la tribu del Oso y Vandar Adg de la Tribu Lobo fueron los primeros en encontrarse con la Totalidad. Todos fueron mutados por la radiación de la Totalidad, otorgándoles la inmortalidad y convirtiéndolos en la primera iteración de metahumanos del mundo.
Se creía que había aproximadamente 1.3 millones de metahumanos en la Tierra en los tiempos modernos, el 99.5% de los cuales se consideran "nivel de molestia" (como los niños que pueden doblar cucharas con la mente y la anciana "que sigue golpeando Powerball"). El otro 0,5% son lo que Checkmate y los OMAC consideran amenazas de nivel Alfa y Beta. Como referencia, Superman y Wonder Woman se clasificaron como nivel Alfa, mientras que Metamorfo se consideró Beta y Ratcatcher se consideró nivel Gamma. Sin embargo, desde la destrucción del Muro de la Fuente, el número de metahumanos de nivel Alfa y Beta, así como la población metahumana en general, se incrementó drásticamente por las nuevas radiaciones cósmicas que afectan al universo.

## Marvel Comics
La palabra "metahumano" a menudo se atribuye al Universo DC, mientras que los seres sobrehumanos en el Universo Marvel se denominan mutantes o mutantes. Sin embargo, tanto DC como Marvel Comics han hecho uso del término "metahumano" y "mutante" en sus universos. El primer uso del término 'metahumano' en el Universo Marvel ocurrió en New Mutants Annual # 3, escrito por Chris Claremont, publicado en 1987, en el que un oficial de seguridad ruso describe a los protagonistas como "terroristas metahumanos".

### Amalgam Comics
En el efímero evento cruzado de DC / Marvel Comics "Amalgam Comics", en JLX # 1 (abril de 1996) (que combina la Liga de la Justicia de DC y los X-Men de Marvel ), los metahumanos son reemplazados por metamutantes (un acrónimo de los metahumanos de DC y los mutantes de Marvel) que se dice que son portadores de un 'gen metamutante'.

## En otros medios

### Televisión

#### Universo animado de DC
En la versión animada del universo DC, el término metahumano se usa en la serie de televisión animada Static Shock.

#### Birds of Prey
En la serie de televisión Birds of Prey, los metahumanos incluían a las heroínas Cazadora y Dinah Lance. New Gotham tiene un subsuelo metahumano próspero, en su mayoría compuesto por metahumanos que intentan vivir sus propias vidas, aunque un metahumano que se odia a sí mismo, Claude Morton (Joe Flanigan), intenta convencer a la policía de que todos los metahumanos son malvados. En Birds of Prey, los metahumanos son tratados aparentemente como una raza o especie; la Cazadora es descrita como "mitad metahumana" por parte de su madre.

#### Smallville
En la serie de televisión Smallville, los metahumanos pueden ocurrir de forma natural. Sin embargo, la mayoría son el resultado de la exposición a la kryptonita, que en el universo de Smallville puede convertir a las personas en "fenómenos meteorológicos" superpoderosos, a menudo con efectos secundarios psicóticos. Durante muchas temporadas de Smallville, todas las personas con superpoderes, además de los kryptonianos, fueron los llamados fanáticos de los meteoritos, pero a medida que avanzaba el espectáculo, comenzó a explorar más rincones del Universo DC. Los metahumanos que no son kryptonita incluyen las versiones Smallville de Aquaman, Flash, Canario Negro y Zatanna.

#### Young Justice
En la serie animada Young Justice, los extraterrestres conocidos como Kroloteans han utilizado con frecuencia el término e incluso han investigado el descubrimiento de un "metagen" mediante la abducción y pruebas en humanos al azar. El alcance alienígena realiza experimentos similares y secuestra a un grupo de adolescentes fugitivos para probar el metagén, lo que lleva a varios de estos individuos a desarrollar superpoderes. En el episodio "Runaways", un científico de S.T.A.R. Labs conjetura que el gen es "oportunista" en la medida en que hace que su usuario desarrolle poderes aparentemente basados en sus experiencias personales o sus alrededores dependiendo de las circunstancias. En la tercera temporada un punto de la trama recurrente es el tráfico de metahumanos después de que los humanos aprenden a detectar y activar metagén después de la invasión de Reach. En algunos casos, se muestra que el metagén en algunas familias es la fuente de habilidades similares, como con Terra, Geo-Force y su tío materno, el Baron Bedlam. En "Evolución", se revela que Vándalo Salvaje fue el primer metahumano debido al meteoro caído que le otorgó un factor de curación y superinteligencia en Mongolia durante el Pleistoceno.

#### Arrowverso
En la familia Arrowverso de programas de acción en vivo, "metahumano" se usa de manera más estricta que en los cómics, por lo general se refiere a un ser humano que se vuelve transhumano y tiene habilidades asombrosas, a menudo adquiridas después de algún tipo de accidente extraño.
- En la serie de televisión de 2014 The Flash, el Dr. Harrison Wells y su equipo en los Laboratorios de Investigación Científica y Tecnológica Avanzada (S.T.A.R. Labs) desarrollaron un acelerador de partículas avanzado en Central City. Cuando se activó, el dispositivo se volvió crítico y explotó, liberando una variedad de elementos teóricos como materia oscura y energía negativa. Muchos residentes de Central City que fueron afectados por la onda expansiva fueron genéticamente alterados por la materia oscura, otorgándoles habilidades sobrehumanas. Las personas con tales habilidades son llamadas "metahumanos", acuñadas por Wells y su personal. La naturaleza de los poderes de un metahumano parece ser el resultado de un elemento externo al que estuvo cerca o expuesto cuando fue golpeado por la explosión. Eventualmente, bajo Harrison Wells y  Cisco Ramon, S.T.A.R. Labs desarrolla una tecnología eficaz de amortiguación del poder metahumano y una prisión para confinar a los metahumanos. En el transcurso de la serie, aparecen muchos más villanos metahumanos, incluidos algunos de universos o líneas de tiempo alternativos y otros que no tienen conexión con el accidente del acelerador de partículas. En la tercera temporada, S.T.A.R. Labs utiliza aplicaciones de detección de metahumanos para alertar al equipo de Flash sobre los ataques; esta tecnología es utilizada más tarde por la policía de la ciudad y las agencias gubernamentales. En la quinta temporada, Team Flash descubre que la meta-tecnología se ha creado después de su batalla con Thinker, lo que da como resultado que cualquier dispositivo impulsado por materia oscura utilice el poder de un metahumano cuando lo maneja cualquier persona. Por ejemplo, la daga de Cicada que permite al usuario negar las habilidades metahumanas, el teléfono inteligente de Spin que permite al usuario controlar las mentes de cualquier persona a través de hipnosis escrita, el personal de Weather Witch que permite al usuario controlar el clima y teletransportarse a través de un rayo, y el llavero de Silver Ghost que permite al usuario para controlar cualquier vehículo motorizado.
- Después de que The Flash estableció la existencia de los metahumanos, su serie hermana Arrow comenzó a presentarlos, comenzando con la llegada del villano metahumano Deathbolt a Starling City (luego cambiado a Star City); el equipo descubre que los poderes de Deathbolt no se derivaron de la explosión del acelerador de partículas, revelando la existencia de metahumanos por otros medios. Más tarde, el metahumano Double Down llega a Star City para matar a Green Arrow y a sus compañeros de equipo bajo el empleo del místico Damien Darhk, aunque no lo hace. Personajes mágicos como Darhk, Constantine y Vixen recurren en episodios posteriores, así como amenazas metahumanas ocasionales.
- El spin-off de Arrow y Flash, Legends of Tomorrow, presenta numerosos metahumanos, incluidos Hawkman, Hawkgirl y Vándalo Salvaje (presentados en un cruce de Arrow/Flash), así como personajes de otros programas de Arrowverso. Las temporadas posteriores presentan versiones de Vixen, Isis y Steel.
- La serie de televisión Supergirl está ambientada en un universo paralelo al de Arrow, The Flash y Legends of Tomorrow, en el que una variante de la Tierra donde reside Supergirl es posteriormente acuñada como Tierra-38 por Cisco Ramon. La humanidad es consciente de los extraterrestres con superpoderes como Supergirl, su primo Superman y J'onn J'onzz, pero la existencia de metahumanos no es muy conocida en la Tierra-38 hasta el episodio de la primera temporada " Worlds Finest ", un cruce con Flash. En este episodio, Silver Banshee y Livewire lucha públicamente contra Supergirl y Flash, revelando el caso de seres transhumanos con habilidades asombrosas en el proceso. Los poderes de Silver Banshee son de origen y naturaleza místicos, mientras que los de Livewire provienen de un accidente mutagénico anómalo. Dado que los habitantes de la Tierra de Supergirl no tienen experiencia con amenazas metahumanas, Flash proporciona a las autoridades de National City los medios para combatirlas y contenerlas antes de regresar a su universo. Más tarde, en el episodio de la segunda temporada " Podemos ser héroes ", muestra que una prisión en National City está utilizando amortiguadores de poder metahumano del mundo de Flash (Tierra-1) para contener a sus prisioneros transhumanos; la tecnología es utilizada más tarde por el Departamento de Operaciones Extranormales (DEO) y, finalmente, se alinean con los S.T.A.R. Labs de Tierra-1. Los criminales humanos comienzan a experimentar con metahumanos después de la revelación de la posibilidad del transhumanismo desde sus emergencias con la esperanza de adquirir poderes para ellos mismos con el objetivo de luchar contra seres extraterrestres como Supergirl, de los cuales tres metahumanos fueron creados con los poderes de Livewire. En la tercera temporada, comienzan a aparecer más metahumanos, incluida Psi, cuyos poderes emergen después de su madurez. En la cuarta temporada, un suero desarrollado por Lena Luthor, derivado de un mineral del planeta Krypton llamado Harun-El (una kryptonita negra), da tanto a Lex Luthor como a James Olsen habilidades metahumanas que incluyen fuerza sobrehumana e invulnerabilidad equivalentes a las de un kryptoniano, proceso de curación acelerado y sentidos intensificados.
- En la serie de televisión Black Lightning, ambientada en Tierra-73 de Arrowverso, Jefferson Pierce / Black Lightning y sus hijas Anissa y Jennifer son metahumanos. La ASA está rastreando a jóvenes metahumanos con habilidades. A medida que avanza la serie, se revela que hace décadas, debido a los conflictos raciales y políticos prevalecientes en la ciudad de Freeland, la ASA desarrolló una sustancia supuestamente como un supresor para volver dóciles a sus ciudadanos en el interés de controlarlos, pero fracasó. En cambio, resultó ser un mutágeno que transforma a algunos de sus ciudadanos en metahumanos, incluidos Jefferson Pierce y sus hijas, que heredaron su metagen después de su paternidad. Bajo Martin Procter, la agencia desarrolló ilegalmente un derivado adictivo de la droga llamada Green Light, que se distribuye como droga recreativa con la esperanza de crear más metahumanos para las agendas de Procter. Debido a que los metahumanos están muriendo por mutaciones inestables, Procter busca capturar a Black Lightning y su descendencia porque son los únicos especímenes estables conocidos de la droga de la agencia. Después de la muerte de Procter, los experimentos de la ASA quedan expuestos y el origen de los metahumanos de Freeland se ha convertido en un conocimiento público. Sin embargo, enciende un fanatismo anti-metahumano entre la gente de Freeland.

#### Gotham
En la serie de televisión Gotham, el profesor Hugo Strange experimenta con cuerpos muertos (y vivos) de criminales, pacientes del Arkham Asylum y civiles bajo las órdenes del Tribunal de los Búhos. Allí, Strange les da a sus víctimas habilidades sobrehumanas como cambiar de forma (Clayface), control mental (Fish Mooney) y súper fuerza (Azrael). Al final de la temporada 2, las víctimas de Strange escapan y causan estragos en la ciudad. A lo largo de la serie, los metahumanos se conocen comúnmente como Strange's Monsters, simplemente Monsters (una alusión a la miniserie Dark Moon Rising: Batman & the Monster Men), o los Freaks de Indian Hill.

### Película

#### Universo extendido de DC
- En Batman v Superman: Dawn of Justice (2016), se dice que Lex Luthor apoya la "tesis metahumana". En secreto, ya está realizando estudios sobre ellos, con especial interés en Wonder Woman, Flash, Aquaman y Cyborg, a todos los cuales clasifica como metahumanos.
- Además, los metahumanos aparecen en la película Suicide Squad (2016) mientras Amanda Waller habla sobre sus habilidades al formar el escuadrón. El Diablo, Killer Croc y Enchantress aparecen en la película, mientras que su secuela The Suicide Squad (2021) presenta a los metahumanos T.D.K. (The Detachable Kid) y Polka-Dot Man.